# Aleviták
Az aleviták vagy alevik (török: Alevilik) az iszlám síita ágának a szúfizmus és az örmény kereszténység által befolyásolt irányzata. Anatólia középső részén és DK-Törökországban élnek.
Az alevik nem rendelkeznek szent iratokban lefektetett tanokkal. A liturgiában nem az arabot, hanem a törököt és a kurdot használják.
Az általuk isteni eredetűnek tekintett Ali kalifától származtatják magukat. (Erre utal a nevük is.)
A vallásuk súlypontját Allah, Mohamed és Ali hármassága képezi.
Az alevizmus lényege nemcsak a Koránból és a szunnából eredő előírások betartása, ennél fontosabb az elmélyült, személyes kapcsolat Istennel. Az ember életében fontos a tökéletességre való törekvés és az ehhez vezető fejlődés fokozatait négy kapu szimbolizálja:
- A törvény kapuja - az előírt külső szabályoknak való megfelelés
- Az út kapuja - a hit felébredése és elmélyülése
- Az ismeret kapuja - Isten és a valóság ismerete
- Az egyesülés kapuja - az Istennel való egyesülés

Az aleviták nem fordítanak nagy gondot az iszlám öt pillérére. Szerintük az igazi haddzs a szív haddzsája, nem pedig a vallási előírásokban megfogalmazott, rítusokhoz történő merev ragaszkodás. Bár ők is böjtölnek, ezt Muharram első 12 napján teszik a 12 imám emlékére. Augusztusban még megülik a Haddzsi Bektás Veli, a bektási dervisrend alapítójának ünnepét.
Legnagyobb vallási ünnepük a cem, amikor  Mohamed éjszakai utazását (Mirádzs) ünneplik, továbbá megemlékeznek Husszein és a 12 imám szenvedéseiről. Mivel az alevizmus egyben etnikai-vallási identitás is, alevi anyától vagy apától kell születned ahhoz, hogy alevinek tekintsenek.